# Shell River (Assiniboine River)
Der Shell River ist ein linker Nebenfluss des Assiniboine River in der kanadischen Provinz Manitoba.
Der Shell River ist ein Fluss im Südwesten von Manitoba. Er entsteht am Zusammenfluss seiner beiden Quellflüsse – East Shell River und West Shell River nördlich von Boggy Creek. Er fließt in überwiegend südlicher Richtung durch das Verwaltungsgebiet von Shell River. Nach etwa 130 km erreicht der Shell River bei Inglis den zum Shellmouth Reservoir (Lake of the Prairies) aufgestauten Assiniboine River. Der Mündungsbereich des Shell River liegt im Asessippi Provincial Park. Der Shell River hat ein Einzugsgebiet von etwa 2000 km². Der mittlere Abfluss beträgt 2,9 m³/s.